# Korwar, Sindgi
Korwar là một làng thuộc tehsil Sindgi, huyện Bijapur, bang Karnataka, Ấn Độ.